# Jim Spruill
James Winfred "Jim" Spruill (nacido el 26 de febrero de 1923 en Dublin, Texas y fallecido el 8 de enero de 2006 en Boulder City, Nevada) fue un jugador de baloncesto y de fútbol americano estadounidense que disputó una temporada en la BAA, además de jugar a fútbol americano en la AAFC. Con 1,93 metros de estatura, jugaba en la posición de escolta y de Tackle en fútbol.

## Trayectoria deportiva

### Universidad
Jugó durante su etapa universitaria con los Owls de la Universidad de Rice.

### Baloncesto profesional
En 1948 fichó por los Indianapolis Jets de la BAA, con los que disputó un único partido en el que consiguió 2 puntos.

#### Estadísticas en la BAA

##### Temporada regular
| Temporada | Edad | Equipo            | Liga | Pos. | P | TIT | MIN | TC  | TCA | %TC  | 3P | 3PA | %3P | TL  | TLA | %TL | R.OF. | R.DEF. | REB | ASIS | ROB | TAP | PER | FP  | PTS |
| 1948-49   | 25   | Indianapolis Jets | BAA  |      | 1 |     |     | 1.0 | 3.0 | .333 |    |     |     | 0.0 | 0.0 |     |       |        |     | 0.0  |     |     |     | 3.0 | 2.0 |
| Total     |      |                   | BAA  |      | 1 |     |     | 1.0 | 3.0 | .333 |    |     |     | 0.0 | 0.0 |     |       |        |     | 0.0  |     |     |     | 3.0 | 2.0 |

### Fútbol americano profesional
En 1948 fichó por los Baltimore Colts de la All-America Football Conference, con los que jugó dos temporadas.